# 捷克统计局

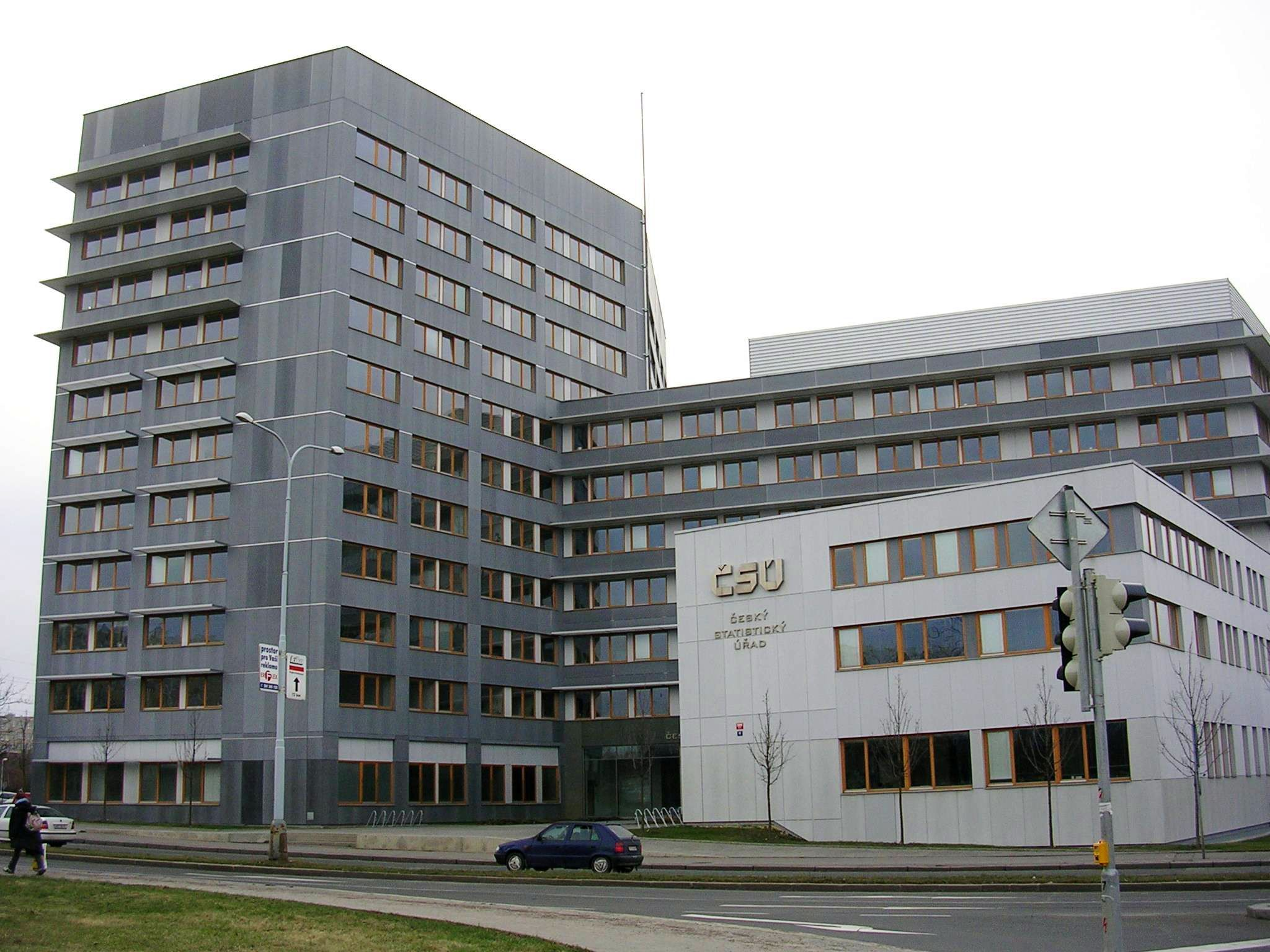
捷克统计局大楼

捷克统计局（捷克語：Český statistický úřad）是捷克政府官方的统计机构。总部位于首都布拉格。该局的主要工作是搜集、分析、发布捷克的各项统计数据。
捷克统计局的历史可追溯到1969年。目前的捷克统计局则是1996年1月1日成立的。